# Lechytiidae
Lechytiidae es una familia de pseudoscorpiones dentro de la superfamilia Chthonioidea.
 Tiene un único género Lechytia que contiene 22 especies, distribuidas por todo el mundo, y una especie extinta.

## Especies
La familia contiene las siguientes especies:
- Lechytia anatolica Beier, 1965 — Turquía
- Lechytia arborea Muchmore, 1975 — Florida, Texas
- Lechytia asiatica Redikorzev, 1938 — Vietnam
- Lechytia cavicola Muchmore, 1973 — México
- Lechytia chilensis Beier, 1964 — Chile
- Lechytia chthoniiformis (Balzan, 1887) — América del Sur
- Lechytia delamarei Vitali-di Castro, 1984 — Guadeloupe
- Lechytia dentata Mahnert, 1978 — República del Congo
- Lechytia garambica Beier, 1972 — República Democrática del Congo
- Lechytia himalayana Beier, 1974 — Nepal
- Lechytia hoffi Muchmore, 1975 — oeste de Estados Unidos
- Lechytia indica Murthy & Ananthakrishnan, 1977 — India
- Lechytia kuscheli Beier, 1957 — Archipiélago Juan Fernández
- Lechytia leleupi Beier, 1959 — República Democrática del Congo
- Lechytia madrasica Sivaraman, 1980 — India
- Lechytia martiniquensis Vitali-di Castro, 1984 — Martinique
- Lechytia maxima Beier, 1955 — Kenia, Tanzania
- Lechytia natalensis (Tullgren, 1907) — Sudáfrica
- Lechytia sakagamii Morikawa, 1952 — Islas Carolinas
- Lechytia serrulata Beier, 1955 — República Democrática del Congo
- Lechytia sini Muchmore, 1975 — Florida, Texas
- † Lechytia tertiaria Schawaller, 1980 — fósil: Ámbar dominicano
- Lechytia trinitatis Beier, 1970 — Trinidad y Tobago, República Dominicana[3]